# スポルトーレ
スポルトーレ（イタリア語: Spoltore）は、イタリア共和国アブルッツォ州ペスカーラ県にある、人口約19,000人の基礎自治体（コムーネ）。
2027年1月1日に隣接するペスカーラ、モンテジルヴァーノとの合併を予定している（ペスカーラ#合併計画）。

## 地理

### 位置・広がり

#### 隣接コムーネ
隣接するコムーネは以下の通り。括弧内のCHはキエーティ県所属を示す。
- カッペッレ・スル・ターヴォ
- チェパガッティ
- モンテジルヴァーノ
- モスクーフォ
- ペスカーラ
- ピアネッラ
- サン・ジョヴァンニ・テアティーノ (CH)

## 行政

### 分離集落
スポルトーレには、以下の分離集落（フラツィオーネ）がある。
- Caprara d'Abruzzo, Frascone, Pescarina, Pescarina Superiore, Ripoli, Santa Lucia, Santa Teresa, Torretta, Villa Raspa, Villa Santa Maria, Cavaticchi Superiore, Cavaticchi Inferiore

## 出身著名人
- ダニーロ・ディルーカ （自転車ロードレース選手）